# Santa Maria del Fiore

Basilica di Santa Maria del Fiore, Heliga Marias blommas basilika, är katedralen i Florens, säte för den romersk-katolska kyrkans ärkebiskop i Florens. Kyrkan är berömd bland annat för sin stora kupol ritad av Filippo Brunelleschi.
Vad namnet på katedralen anspelar på är något omtvistat. Somliga anser att det anspelar på liljan, som är Florens symbol, men ett dokument från 1400-talet menar att det är Kristus som avses.
Katedralen, eller Il Duomo, byggdes på samma plats där en äldre katedral funnits, Santa Reparata från 800-talet. Vid slutet av 1200-talet var den katedralen gammal och för liten. Arnolfo di Cambio anlitades som arkitekt 1296, och han avsåg att skapa den största kyrkobyggnaden världen skådat, byggd som en basilika. Den nya katedralen har plats för 30 000 personer, och var mycket riktigt vid färdigställandet världens största kyrka. Sedan dess har den dock passerats av bland andra den nya Peterskyrkan i Vatikanstaten, St Pauls-katedralen i London och Katedralen i Milano. Påven Eugenius IV konsekrerade katedralen 25 mars 1436, vilket enligt den florentinska kalendern var årets första dag.
När Santa Reparata revs fann man relikerna av Florens förste biskop, sankt Zenobius, och hans urna förvaras nu i katedralen. I kryptan finns alla Florens biskopar begravda.
År 1419 hölls en tävling om vilken arkitekt som skulle få bygga katedralens kupol. De två huvudkonkurrenterna var Filippo Brunelleschi och Lorenzo Ghiberti. Brunelleschi var den som slutligen fick uppdraget, mycket tack vare stöd från Cosimo de Medici.
Brunelleschis idé om att resa kupolen utan bärande byggnadsställningar ansågs vara revolutionerande. Hans lösning var en dubbelkonstruktion där en inre kupol murades upp i spiralsektioner med omväxlande liggande och stående tegel. Brunelleschi hämtade mycket av sin kunskap och inspiration från antika byggnader i Rom, där han vistats en längre tid för att studera arkitektur.
Arbetet med kupolen startade 1420 och slutfördes 1436. Den enorma konstruktionen väger 37 000 ton och vidden är 44 meter. Utvändigt är den täckt av polykroma marmorpaneler i olika nyanser av grönt och rosa med vita kantlinjer.
År 1864 hölls en tävling om en ny fasad, vilken vanns av Emilio De Fabris 1871, i konkurrens med framför allt Vilhelm Petersen. Arbetet påbörjades 1876 och fullbordades 1887. Den nygotiska fasaden i vit, grön och röd marmor bildar en harmonisk enhet med katedralen, Giottos klocktorn och baptisteriet, men en del uppfattar det som överdrivet utsmyckat.

## Galleri

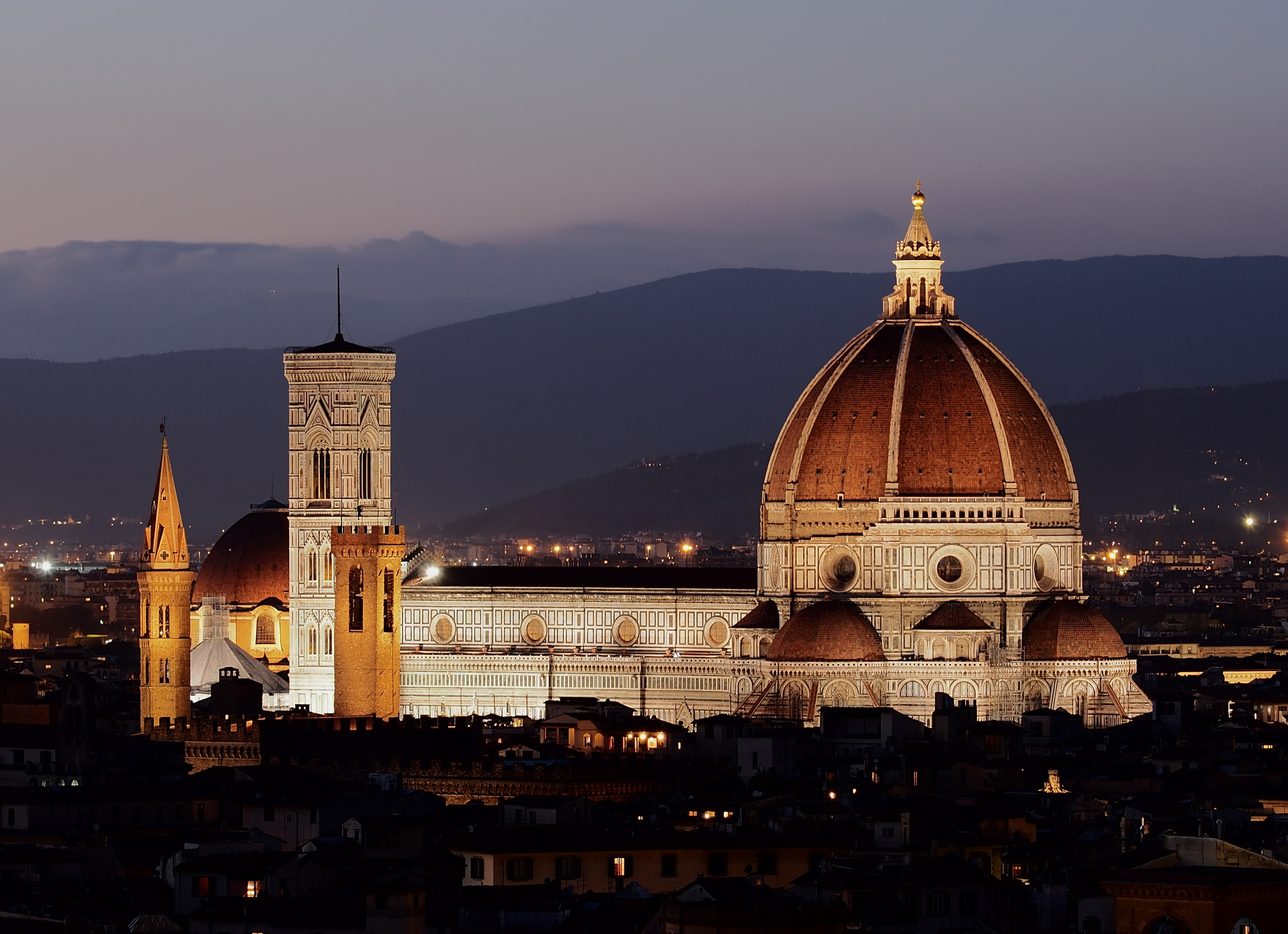
Katedralen på natten
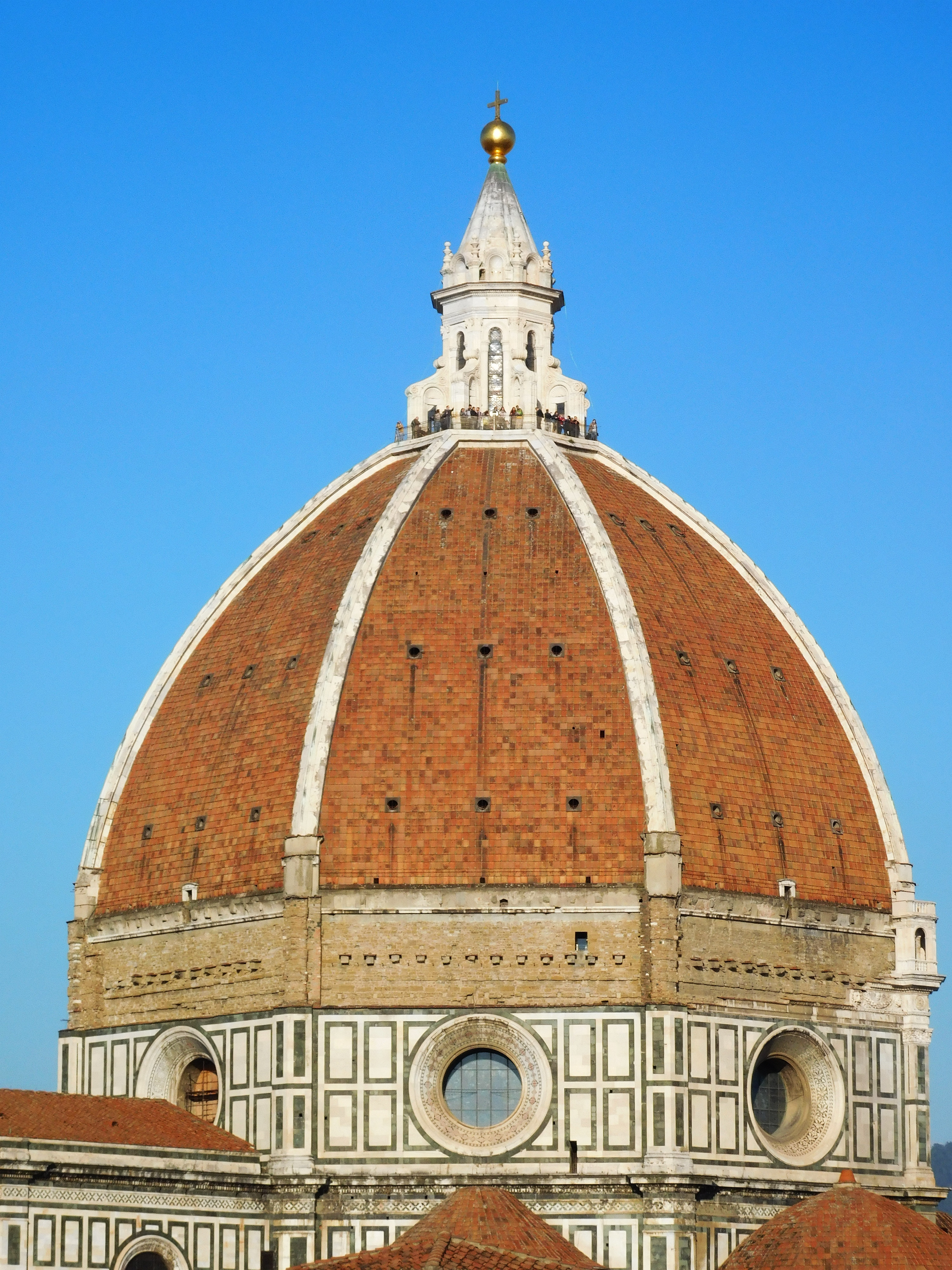
Kupolen
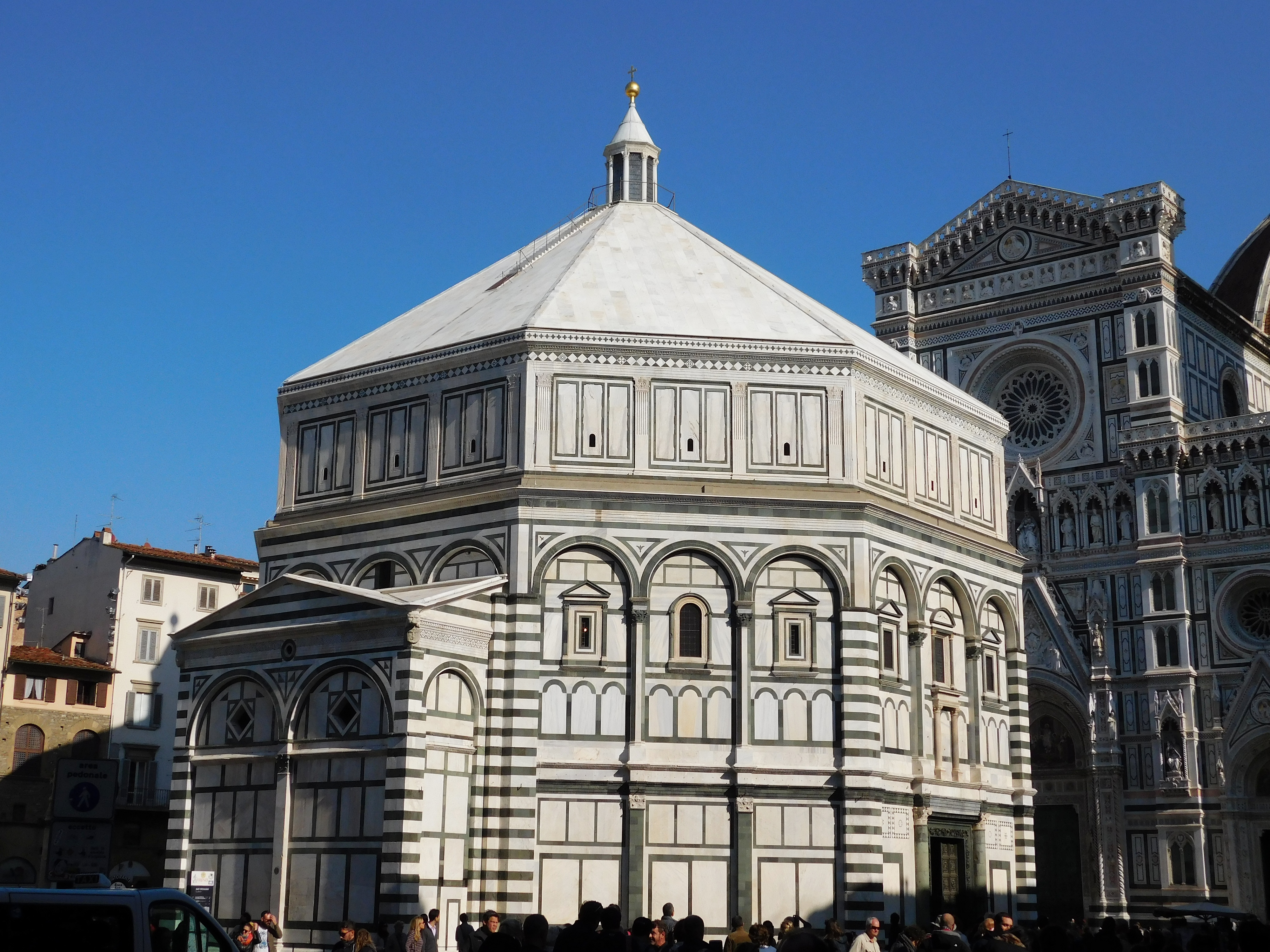
Det tillhörande baptisteriet
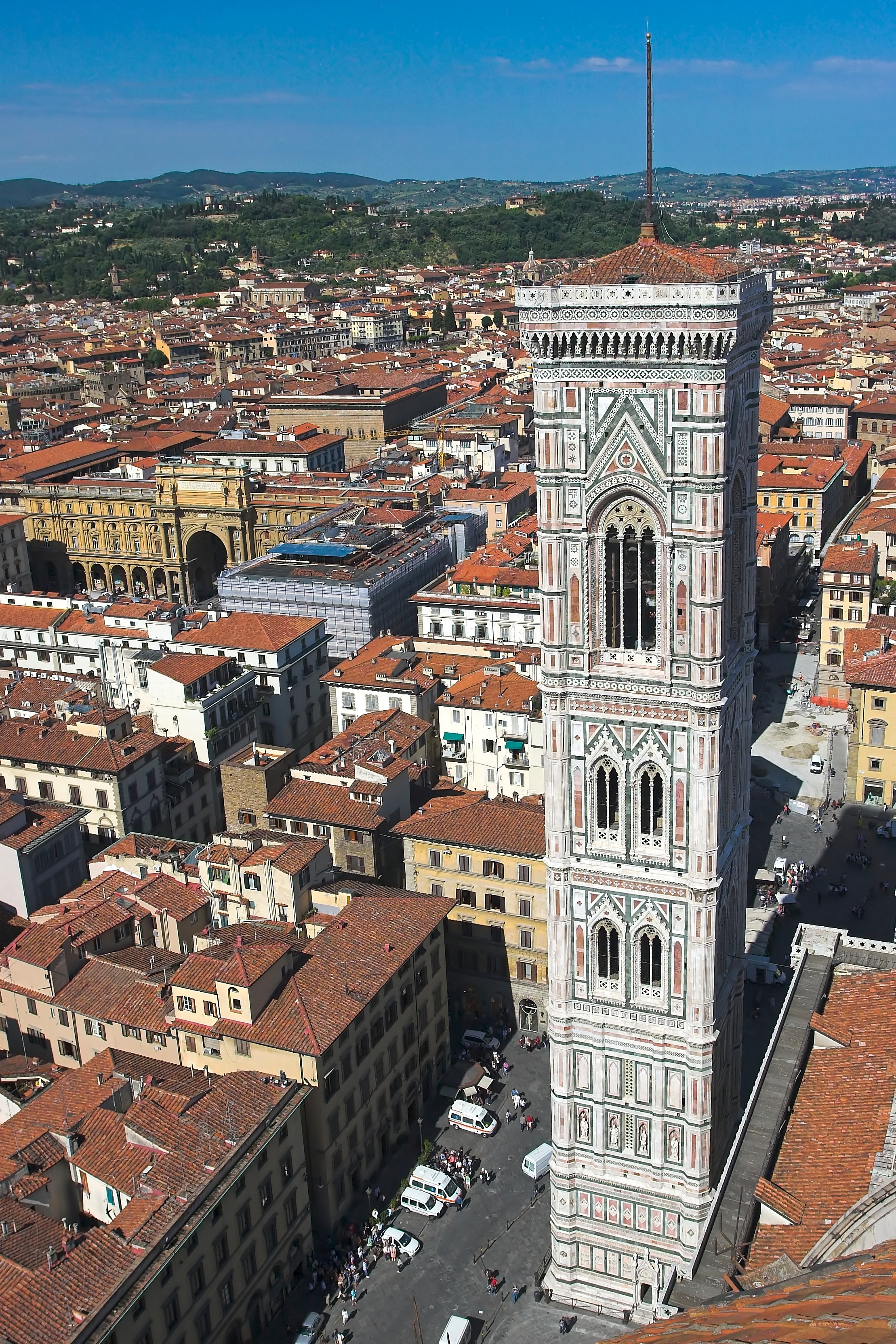
Klocktornet
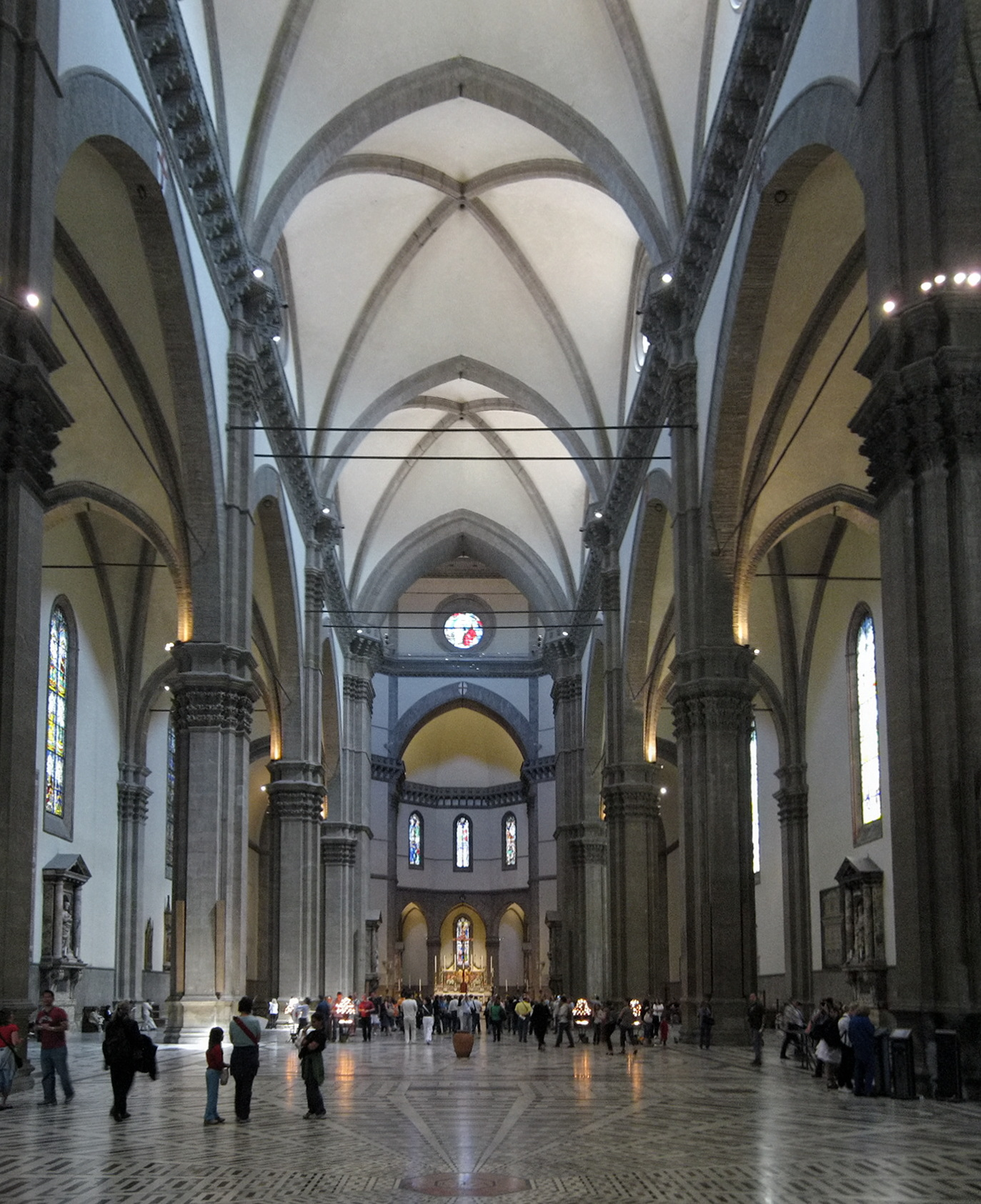
Katedralens interiör
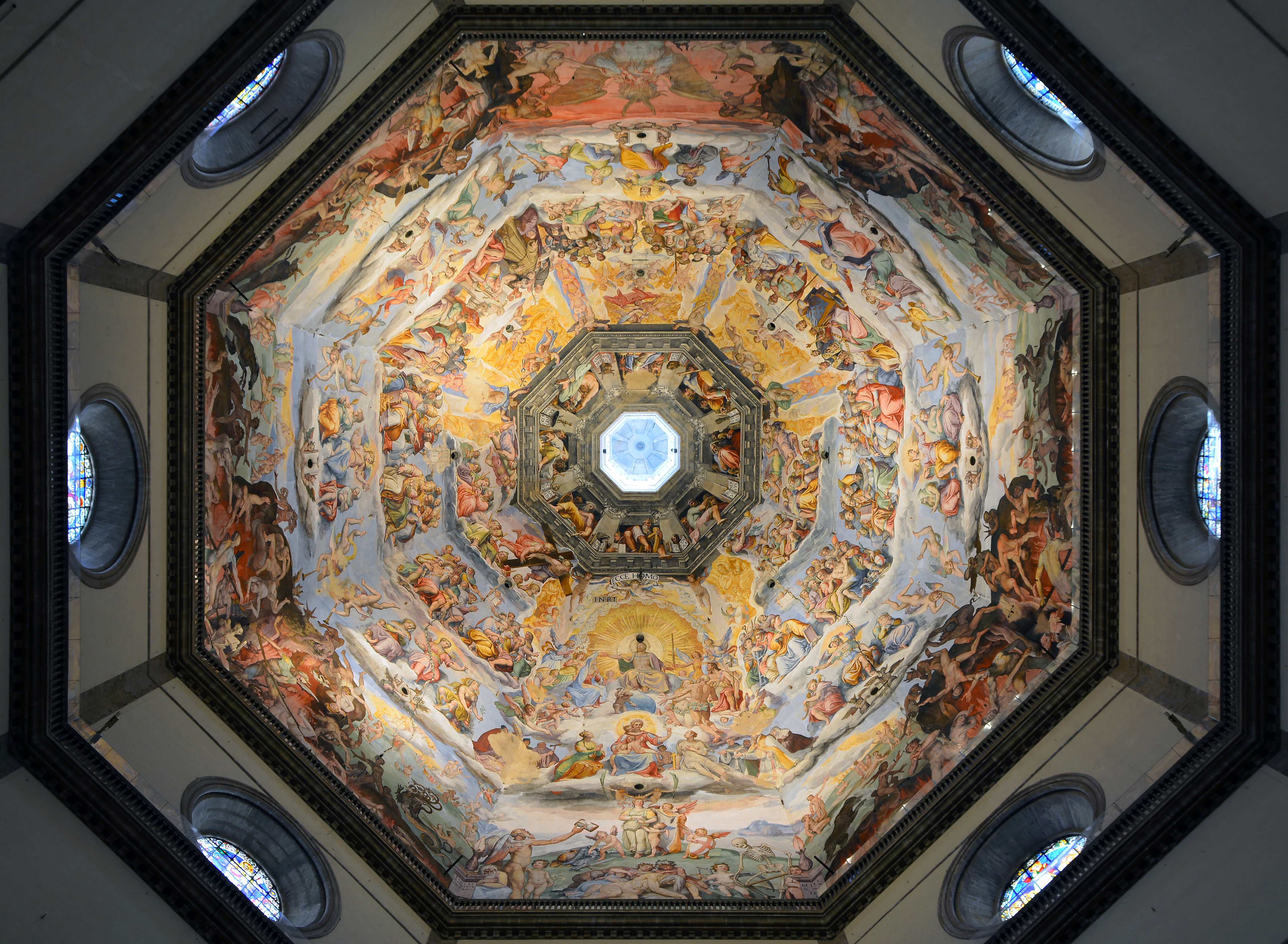
Kupolen med freskomålningar påbörjad av Giorgio Vasari och slutförd av Federico Zuccari.